# Tsushima (cidade)
Tsushima ou Tsuxima (対馬市 Tsushima-shi) é um arquipélago localizado na província de Nagasaki, no Japão.
Em 2005, o local tinha uma população estimada em 39 983 habitantes e uma densidade populacional de 56,42 habitantes por quilómetro quadrado. Tem uma área total de 708,61 quilômetros quadrados.
Recebeu o estatuto de cidade em 2004.

## Cidades-irmãs
- Guam, Estados Unidos
- Busan, Coreia do Sul